# Amerikai szultántyúk
Az amerikai szultántyúk (Porphyrio martinica), illetve lila szultántyúk (Porphyrio martinicus) a darualakúak (Gruiformes) rendjének, guvatfélék (Rallidae) családjába tartozó madárfaj

## Származása, elterjedése
Az Amerikai Egyesült Államok délkeleti részén, Közép-Amerikában, az Antillákok  és Dél-Amerika területén honos. Telelni délebbre vonul, kóborlásai során eljut Európa nyugati részére is.

## Megjelenése, felépítése
Testhossza 33 centiméter. Világoskék homloklebenye van. Csőre vörös, kivéve a hegyét, ami sárga. Tollazatára a kék és a zöld szín a jellemző. Lába hosszú és sárga.

## Életmódja, élőhelye
Sűrű aljnövényzetű tó- és folyópartokon, nedves réteken él. A vízben gázolva vagy a leveleken lépdelve keresgéli táplálékát: gerincteleneket, békákat, növényi részekat, magvakat és bogyókat.
|  |

### Szaporodása
A vízre vagy alacsonyabb bokrokra rakja fészkét.